# 斯塔比納河

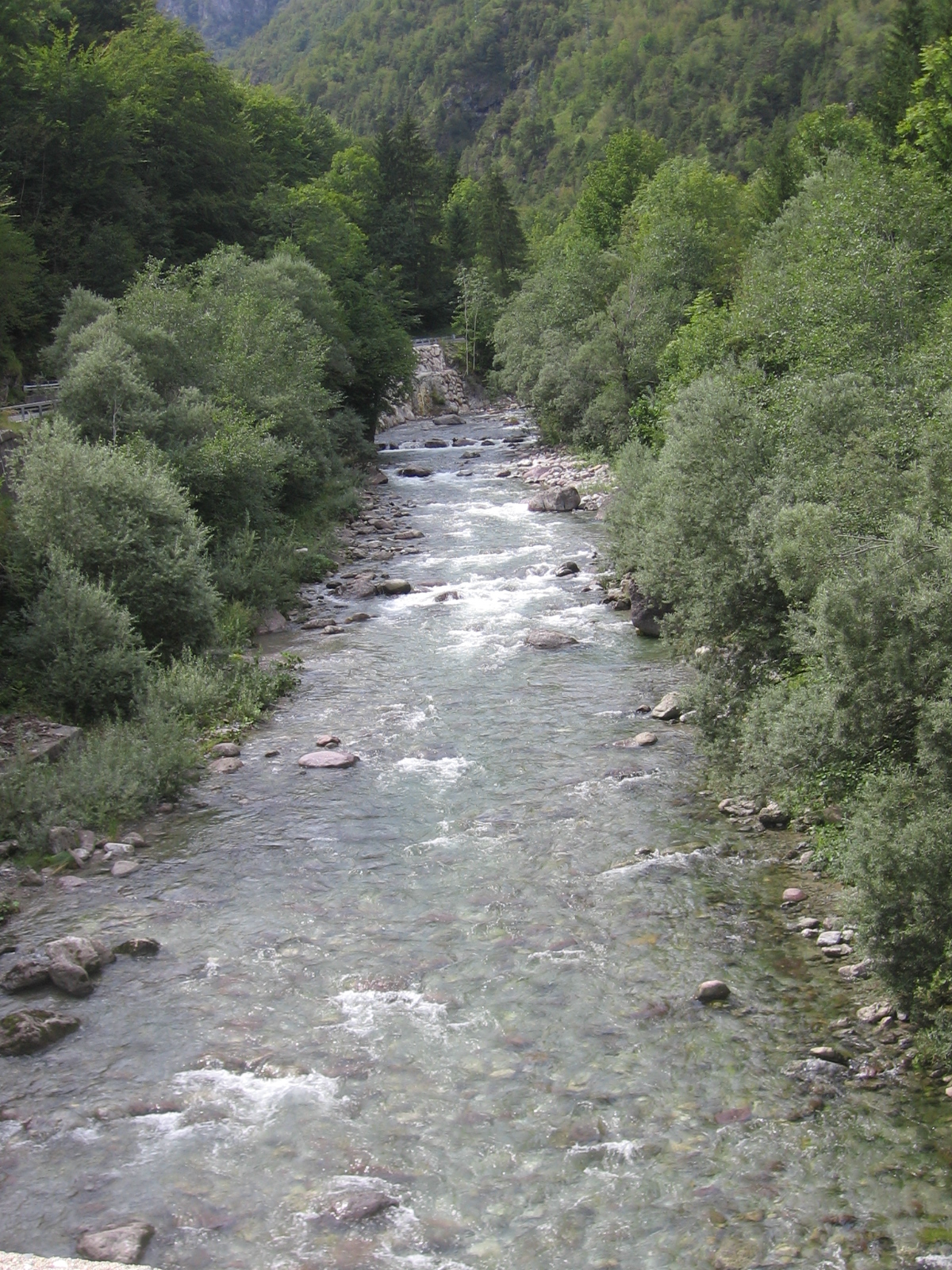

斯塔比納河是意大利的河流，位於該國北部貝爾加莫阿爾卑斯山脈，河道全長9公里，平均流量每秒2立方米，發源自三先生峰，最終在奧爾莫阿爾布倫博注入布倫博河。